# Jaf la înălțime
The Big Fall (Jaf la înălțime) este un film american de acțiune dramatic neo-noir din 1997, regizat de și cu C. Thomas Howell în rolul principal. A fost lansat direct pe video la 14 octombrie 1997, fiind difuzat anterior pe HBO în aprilie 1997.

## Distribuție
- C. Thomas Howell – Blaise Rybeck
- Sophie Ward – Emma Roussell
- Jeff Kober – Johnny "Axe" Roosevelt
- Sam Seder – Gary Snider
- Justin Lazard – agent Bill Dickson
- Titus Welliver – Moe
- Buzz Belmondo – Brody
- Darren Dalton – Larry
- Joanne Baron – doamna. Brody
- William Applegate Jr. – agent Wilcox
- Steve DeRelian – Echo
- Kathy Griffin – Sally

## Recepție
În recenzia sa, Nathan Rabin de la The A.V. Club a scris: „Scenariul nu-i face nicio favoare lui Howell, cu selecția sa largă de personaje de stoc și întorsătura previzibilă”. Cu toate acestea, el a remarcat că „regia lui Howell este surprinzător de competentă”. El a etichetat, de asemenea, rolul principal al lui Howell din film ca fiind „neintenționat de hilar”, susținând că „fostul star adolescent veșnic băiețel și efeminat nu se poate abține să nu inspire chicoteli... într-o o narațiune plină de duh într-un stil Bogart prost - este un mormăit care trebuie auzit pentru a fi crezut.”